# Skånes Dansteater

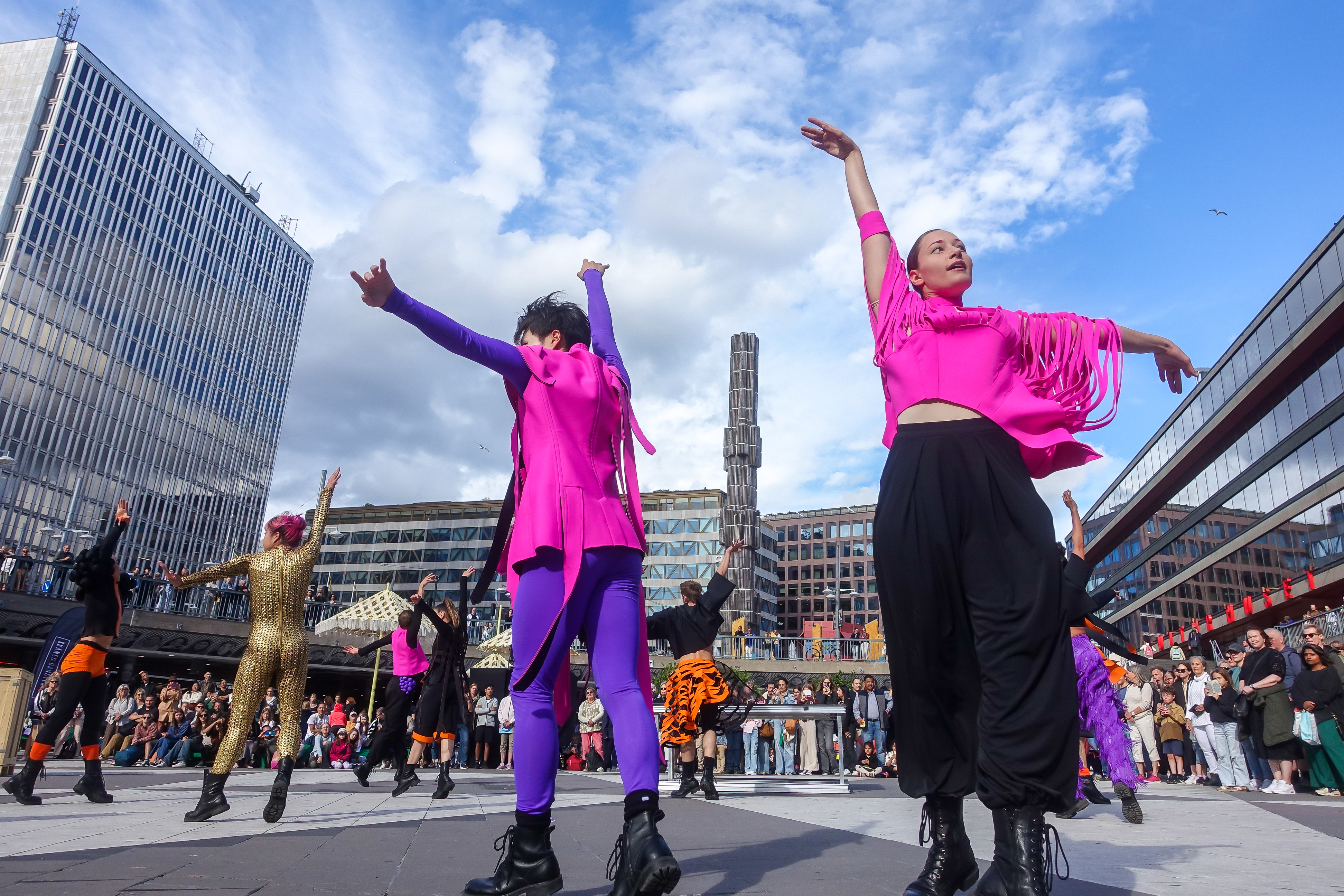
Skånes Dansteater på Sergels torg i Stockholm 2024.

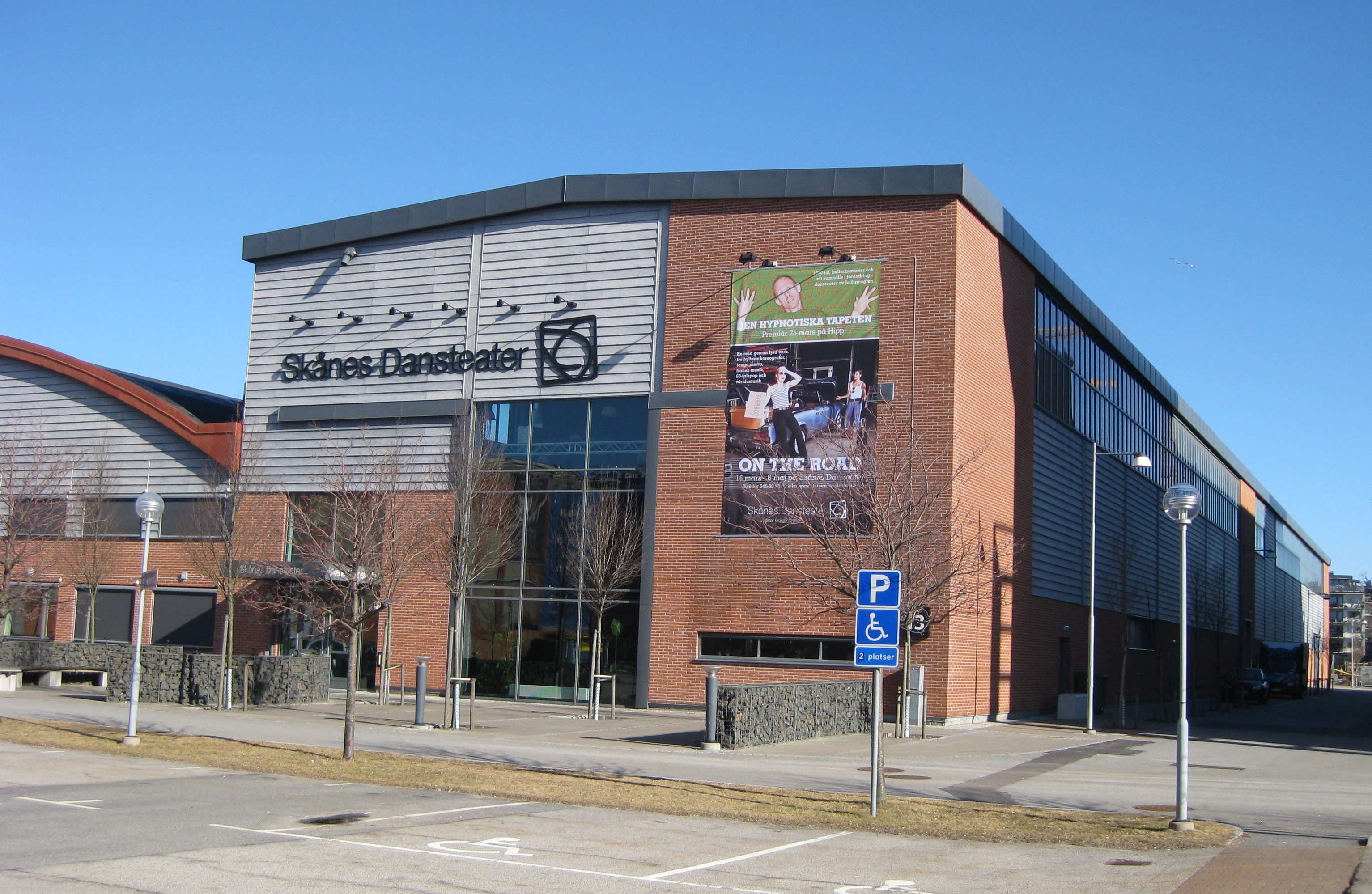
Skånes Dansteater i Båghallarna, Malmö

Skånes Dansteater är ett danskompani, "Sveriges enda fristående dansinstitution" enligt dem själva och en av fyra kulturinstitutioner i Malmö. Dansinstitutionen har sina lokaler i Västra Hamnen i Malmö. Dansteatern har funnits sedan 1995, då det bildades ur den tidigare Malmöbaletten vid dåvarande Malmö stadsteater och inriktar hela sin verksamhet på samtida modern dans.
Mira Helenius Martinsson är VD och konstnärlig ledare sedan 1 juli 2019.
Skånes Dansteater är ett aktiebolag som fram till och med 2020 ägdes av Region Skåne (90 procent) och Malmö kommun (10 procent). Sedan januari 2021 Region Skåne ensam ägare.
Skånes Dansteater är ett repertoarkompani som presenterar verk av samtida svenska, nordiska och internationella koreografer. Skånes Dansteater gör föreställningar på sin egen scen, på Malmö Opera samt på turné. 
I lokalerna i Västra hamnen har Skånes Dansteater en egen scen med 250 sittplatser, dansstudior och administrativa lokaler. Här spelas kompaniets hemmaföreställningar och där presenteras även gästspel, residens och andra evenemang. Skånes Dansteater presenterar årligen tre stora dansproduktioner och ett antal mindre program. Repertoaren spänner över storskaliga produktioner i samarbete med Malmö Operaorkester till mindre uppsättningar. Kompaniet har sexton dansare och en administrativ och teknisk personal i motsvarande storlek.
Skånes Dansteater gör mellan 60 och 80 föreställningar per år.

## VD/Konstnärlig ledare
- Patrick King (1995–1997)
- Lena Josefsson (1997–2000)
- Marie Brolin-Tani (2001–2007)
- Åsa Söderberg (1 juli 2007–30 juni 2019)
- Mira Helenius Martinsson (1 juli 2019–)

## Ägare och organisation
Skånes Dansteater blev till 1995 genom en ombildning av Malmöbaletten som dittills varit en del av Malmö Musikteater (tidigare Malmö stadsteater). Genom ett samarbetsavtal mellan Malmö och Lunds kommuner bildades Skånes Dansteater Malmö och Lund AB. Det som varit en balettensemble med 35 dansartjänster blev nu ett modernt danskompani med 25 dansare. Två år senare minskades dansartjänsterna återigen – till 14 dansare. Detta skedde samtidigt som ensemblen blev ett av Malmö kommun helägt aktiebolag efter att Lunds kommun beslutat sig för att lämna. Uppdraget utökades också till att omfatta Skåne och inte bara Malmö och Lund.
1999 blev Skånes Dansteater ett helägt dotterbolag i koncernen Malmö Teater och Dans MB AB, som i övrigt bestod av Malmö Musikteater AB, Malmö Dramatiska Teater AB och Malmö Symfoniorkester AB. Diskussioner fördes med Region Skåne om ett övertagande av Skånes Dansteater AB och Malmö Opera AB från och med 2005, vilket dock fick avslag av Malmö kommunstyrelse 2004-08-11. Vidare förhandlingar fördes mellan Region Skåne och Malmö stad och en politisk överenskommelse träffades i huvudmannaskapsfrågan, vilket innebar att 90% av aktierna i Malmö Opera och Musikteater AB och Skånes Dansteater AB överläts till regionen 2006-01-01. Överenskommelsen innebar vidare att den aktiebolagsrättsliga koncernen och moderbolaget Kulturkoncernen i Malmö AB avvecklades vid samma tidpunkt.
Skånes Dansteater AB och Malmö Opera och Musikteater AB ägdes till och med 2020-12-31 till 90 procent av Region Skåne och till 10 procent av Malmö Stad. Sedan 2021-01-01 är Region Skåne ensam ägare av Skånes Dansteater AB och Malmö Opera och Musikteater AB.
Bolagets verksamhet tar sin utgångspunkt i nationella och regionala kulturpolitiska mål samt ägardirektiv för verksamheten, fastslagna av Regionstyrelsen. Uppdraget kan sammanfattas till att producera, främja och utveckla danskonst i regionen, främst med en egen ensemble och med Malmö som bas.
Se även Malmö Opera, Malmö Stadsteater och Malmö Live.

## Lokaler
Under sina första tio år (1995–2005)  hade Skånes Dansteater sina lokaler i operahuset. 2005 flyttade man verksamheten till egna lokaler i Båghallarna på Östra Varvsgatan 13A i Malmö.